# HR Carinae
HR Carinae (HR Car / HD 90177 / HIP 50843) è una stella supergigante blu nella costellazione della Carena. Si tratta di una variabile S Doradus ed è una delle stelle più luminose della Via Lattea.

## Osservazione
Questa stella si osserva circa 2,5° ad ovest della regione centrale della Nebulosa della Carena, in corrispondenza di un tratto piuttosto appariscente della Via Lattea australe; può essere individuata con un piccolo binocolo. A causa della sua declinazione fortemente australe, la sua osservazione è possibile dalle regioni dell'emisfero australe terrestre e nella fascia tropicale boreale.

## Caratteristiche
Distante 16.000 anni luce dal sistema solare, HR Carinae ha una magnitudine apparente di +7,57, la sua luminosità è 500.000 volte quella solare mentre il suo raggio è 350 volte superiore; le oscillazioni della sua luminosità sono comprese fra massimi di +6,8 e minimi di +8,8. La stella, che ruota molto velocemente su se stessa e perde una massa di 6,8 × 10-5 masse solari all'anno, è circondata da una nebulosa bipolare difficile da osservare nello spettro visibile a causa della luminosità della stella stessa.
La distanza di HR Carinae è simile a quella maggiormente accettata per Gum 29, una grande regione H II in cui sono attivi importanti processi di formazione stellare; ad essa è infatti associato l'ammasso aperto Westerlund 2 e alcune delle stelle più massicce conosciute, fra le quali sono comprese due stelle di Wolf-Rayet. Sia HR Carinae che Gum 29 si trovano sul bordo esterno del Braccio del Sagittario, in una regione posta al di là dell'Arco della Carena.